# Dani Baijens
Dani Baijens (* 5. Mai 1998 in Rotterdam) ist ein niederländischer Handballspieler. Als Spielmacher im Rückraum spielt er für die Rhein-Neckar Löwen in der Bundesliga und für die niederländische Nationalmannschaft.

## Karriere

### Im Verein
Dani Baijens spielte in den Niederlanden bei Snelwiek Rotterdam, Haro Rotterdam und dem HV KRAS/Volendam. 2017 wechselte der 1,82 Meter große Rückraumspieler nach Deutschland zur SG Flensburg-Handewitt, in deren zweiter Mannschaft er in der 3. Liga spielte. Als sich zu Beginn der Saison 2018/19 der Neuzugang der Flensburger Bundesligamannschaft, Gøran Johannessen, verletzte, wurde Baijens vom Trainer Maik Machulla in den Kader der ersten Mannschaft berufen, für die er am zweiten Spieltag beim Heimsieg gegen Frisch Auf Göppingen sein erstes Bundesligator erzielte. Daneben spielte er mit der SG in der Saison 2018/19 auch in der EHF Champions League. Im November 2018 wechselte er zum Bundesligisten TBV Lemgo. Mit Lemgo gewann er den DHB-Pokal 2020. Ab der Saison 2021/22 spielte er für den Zweitligisten ASV Hamm-Westfalen. Mit Hamm gelang ihm 2022 der Aufstieg in die 1. Bundesliga. Zur Saison 2022/23 wechselte er zum HSV Hamburg. Zur Saison 2024/25 unterschrieb er einen Zweijahresvertrag beim französischen Spitzenklub Paris Saint-Germain. Mit Paris wurde er 2025 französischer Meister.
Zur Saison 2025/26 kehrte er vorzeitig in die Bundesliga zurück und spielt für die Rhein-Neckar Löwen.

### In Auswahlmannschaften
Baijens debütierte am 21. Dezember 2016 beim Länderspiel gegen Südkorea im Kader der niederländischen Handballnationalmannschaft, für die er bisher 257 Treffer in 90 Partien erzielte. Er stand im Kader für die Europameisterschaft 2024 und belegte mit den Niederlanden den 12. Platz. Bei der Weltmeisterschaft 2025 warf er 28 Tore in sechs Spielen und belegte mit dem Team den 12. Platz.

## Privat
Sein Vater Danny Baijens ist Trainer der niederländischen Beachhandballer. Er ist mit der Handballspielerin Nyala Baijens verheiratet. Sein Bruder Jordy Baijens gehört zum Kader der niederländischen Beachhandball-Nationalmannschaft (Stand: 2021).